# Шевченко (Мостовский сельский совет)
Шевченко (укр. Шевченко) — село в Доманёвском районе Николаевской области Украины.
Население по переписи 2001 года составляло 25 человек. Почтовый индекс — 56470. Телефонный код — 5152. Занимает площадь 0,457 км².

## Местный совет
56470, Николаевская обл., Доманёвский р-н, с. Мостовое, ул. Степная, 11